# Digitalfoto för alla
Bonniers digitalfoto för alla är en tidskrift om digital fotografering som givits ut sedan 2003. Den skall dock inte sammanblandas med tidningen DigitalFoto som lanserades samma år och ges ut av First Publishing Group.

### Fotnoter
1. 1 2 3  Digitalfoto för alla, Libris 8885479
2. ↑  TS-kontrollerad upplaga 2006
3. ↑  Orvesto Konsument 2004:2